# La ballata di Stroszek
La ballata di Stroszek (Stroszek) è un film del 1976 diretto da Werner Herzog.

## Trama
Il timido musicista di strada Bruno Stroszek, appena uscito di prigione, riallaccia un rapporto con Eva, prostituta maltrattata dal suo rozzo protettore. Lei aiuta lui ad allontanarsi dall'alcol e lui le dà un riparo, diventando però oggetto di vessazioni da parte del protettore di lei. Così, incoraggiati dal vecchio vicino di casa Scheitz che voleva da sempre andare a vivere da suo nipote in Wisconsin, Bruno ed Eva lasciano Berlino e provano l'avventura insieme nel "nuovo mondo".
Le praterie del Wisconsin non sono molto più calorose della grigia Germania che hanno lasciato. Bruno lavora come meccanico, Eva come cameriera, e faticano a pagare il mutuo della grande casa/roulotte nella quale sono andati ad abitare. Così, molto presto, i sogni e le speranze sono infranti. Eva torna a prostituirsi, la casa finisce all'asta e Bruno, ormai spiantato, coinvolge Scheitz in una disperata e sgangherata rapina al termine della quale il vecchio è arrestato e al buono e ingenuo Stroszek, emarginato, spaesato e incompreso, non resta che il suicidio.

## Produzione

### Cast
L'unica attrice professionista impiegata nel film è Eva Mattes. Per Bruno S. si tratta in effetti del secondo film con Herzog dopo L'enigma di Kaspar Hauser (1974), ma è un assoluto dilettante, scoperto da Herzog grazie al documentario Bruno der Schwarze (1970) di Lutz Eisholz. Herzog aveva deciso di affidargli il ruolo di protagonista in Woyzeck (poi realizzato nel 1979), ma pochi giorni prima dell'inizio delle riprese decise che il ruolo dovesse essere di Klaus Kinski. Lo comunicò a Bruno ma questi gli rispose che aveva già preso un periodo di permesso dall'acciaieria nella quale lavorava. Herzog allora scrisse, in soli 3 giorni e mezzo, la sceneggiatura di Stroszek modellando la figura del protagonista proprio su Bruno S., in maniera tale da confondere quasi le due identità.
Diversi aspetti della vita del personaggio corrispondono con quelli della vita dell'attore, inoltre l'appartamento berlinese di Stroszek e i suoi strumenti sono effettivamente quelli di Bruno, che li aveva comprati grazie al compenso per il film L'enigma di Kaspar Hauser. Anche il meccanico americano è effettivamente il meccanico di quell'officina. Questi accorgimenti, insieme al fatto che i personaggi hanno lo stesso nome degli attori, creano un particolare miscuglio tra realtà e invenzione, dando al film un sapore di documentario.
Clemens Scheitz, altro attore dilettante, ha recitato in altri tre film di Herzog: L'enigma di Kaspar Hauser (1974), Cuore di vetro (1976) e Nosferatu, il principe della notte (1978).

## Distribuzione
In Italia è stato distribuito in DVD dalla Ripley's Home Video (con How Much Wood Would a Woodchuck Chuck, La predica di Huie e Fede e denaro) in un'edizione da 2 dischi.

## Riconoscimenti
- 1978 - Preis der deutschen Filmkritik